# Édouard-Jean Dambourgez
Édouard-Jean Dambourgez, né le 14 novembre 1844 à Pau et mort le 15 janvier 1931 à Paris (3e arrondissement), est un peintre et graveur français.

## Biographie
Élève de Jules Lefebvre et Gustave Boulanger, Édouard-Jean Dambourgez a dessiné à la plume lithographique la matrice du timbre 20 centimes bleu type Cérès en octobre 1870 et qui fut imprimé à Bordeaux chez Augé Delile, lithographe, pour une émission à partir du 13 novembre, soit en pleine guerre franco-prussienne.
Il se spécialise en chromolithographie. Il expose au Salon des artistes français dès 1880 et y obtient en 1888 une mention honorable.
En 1884, il grave pour le catalogue de la Collection d'objets d'art de M. Thiers, léguée au Musée du Louvre rédigé par Charles Blanc (Éditions Jouaust et Sigaut) la plupart des planches en couleurs.
En 1888, le critique Albert Wolff repère sa toile Une boutique de fromages exposée au Salon des artistes français. En 1891, la Ville de Paris lui achète une toile d'un grand format, La Marchande de crème et fromages aux Halles ; en 1921, elle lui achète de nouveau une toile intitulée Canal à Dordrecht.
Selon la Revue des beaux-arts, son style en peinture évolue du réalisme au naturalisme, puis devient « franchement impressionniste » à partir de 1894. Le peintre quitte Paris en 1896 pour effectuer des séjours en Espagne, Italie et Maroc d'où il rapporte des paysages et des portraits qu'apprécient Charles Yriarte. 
Il est sociétaire de la Société des artistes français à compter de 1883. 
À partir de 1893, il participe au Salon de la Société nationale des beaux-arts, au Salon d’automne (1904), au Salon des indépendants (1905, 1906) et au Salon du Champ-de-Mars. Il a obtenu une distinction honorifique en 1888 et une mention honorable en 1891.
En 1914, son adresse parisienne est 55 rue Meslay.

## Œuvres

### Peinture
- L’Écaillère à la cuisine, 1885, huile sur toile[6].
- Le Matin à l'asile de nuit, 1891, huile sur toile[7].
- La Pêcheuse aux Halles (le matin), 1894, huile sur toile[8].
- Bateaux à Dordrecht, 1904, huile sur toile[9].
- Vollendam (Hollande), 1904, huile sur toile[9].
- Venise (Chioggia), 1904, huile sur toile[9].

### Estampe
- Deux lithographies d'après Luc-Olivier Merson (Salon de 1886)[10].
- Henriette de Witt, Les chroniqueurs de l'histoire de France depuis les origines jusqu'au XVIe siècle, 4 volumes, chromolithographies d'après des compositions d'Étienne Antoine Eugène Ronjat, Paris, Hachette, 1883-1886 (en ligne sur Gallica).

Œuvres attribuées à Édouard-Jean Dambourgez
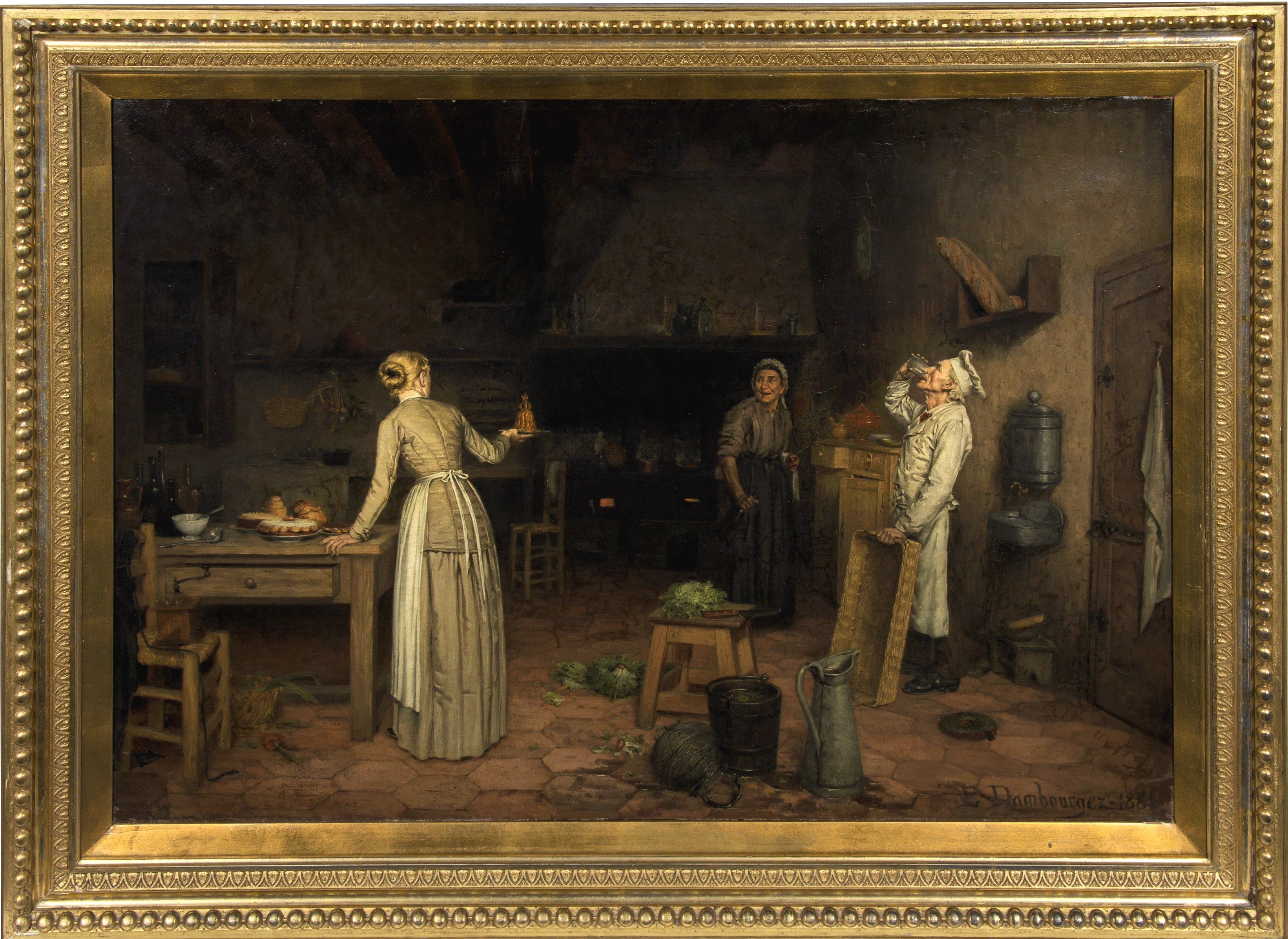
La Salade interrompue (1881)[11], localisation inconnue.
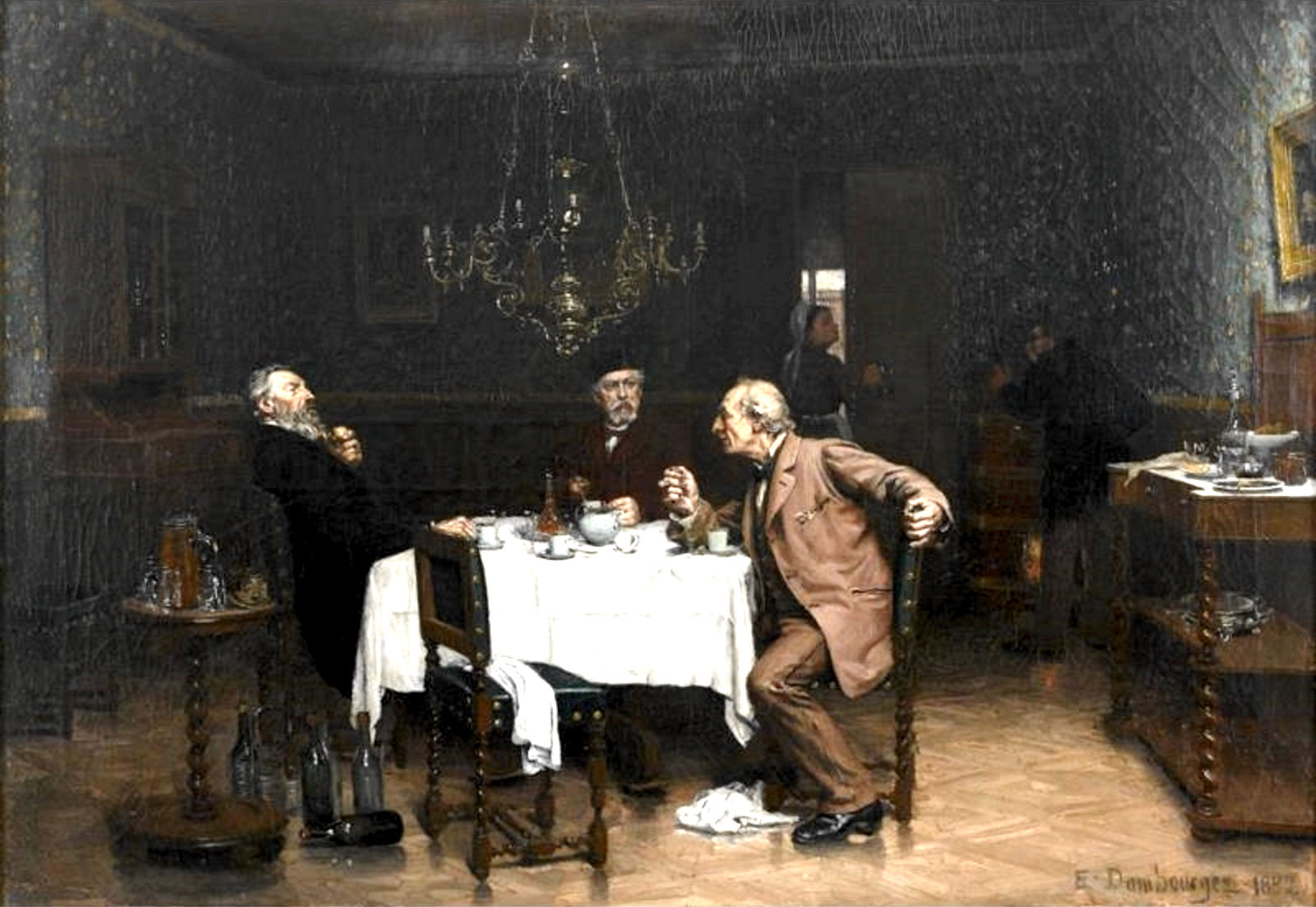
Chez un ami (1882)[12], localisation inconnue.
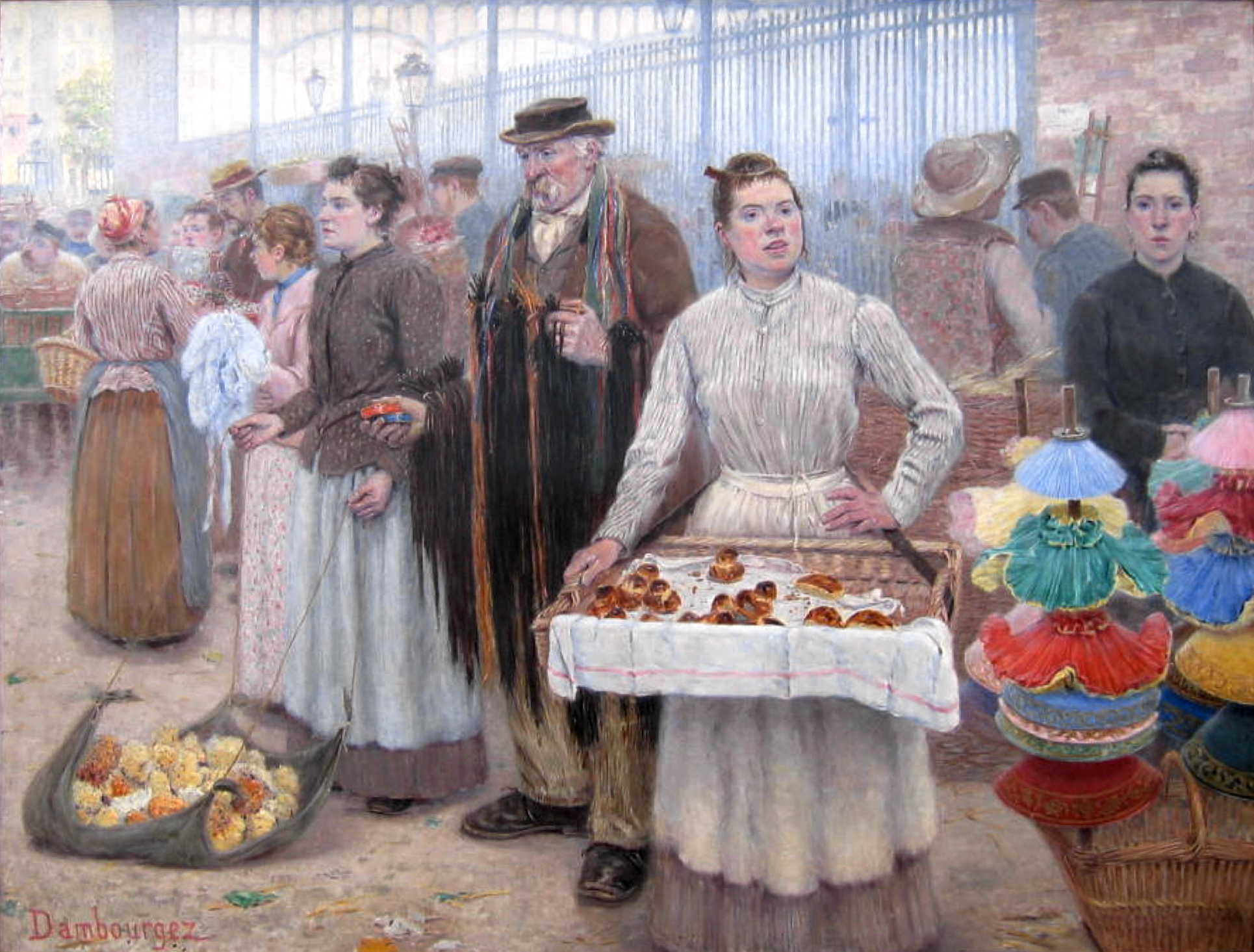
Les Camelots aux Halles (1893)[13], localisation inconnue.